# Дервіз Микола Григорович
Дервіз Микола Григорович (1837 — 18 жовтня 1880) — співак і композитор-аматор.
Отримав музичну освіту в Мілані. У 1871—1872 виступав у Києві, в приватних трупах Бергера і Сєтова. Спочатку Микола Дервіз виступав під власним ім'ям, потім, на естраді, під псевдонімом Енде. В 1876 році вступив на імперську Маріїнську оперну сцену в Санкт-Петербурзі. Там дебютував в опері «Руслан і Людмила» в ролі Фінна. Також він співав тенорові сольні партії в творах: «Життя за царя», «Коваль Вакула», «Роберт», «Пророк», «Рогніда», «Вража сила», «Фауст», «Лючія Борджіа», «Русалка», «Юдейка» та ін. Микола Дервіз мав особливий успіх в комічних ролях.
Помер від розриву аневризми аорти, похований у Санкт-Петербурзі на Новодівочому кладовищі.